# Cheemalagutta, Chintamani
Cheemalagutta là một làng thuộc tehsil Chintamani, huyện Kolar, bang Karnataka, Ấn Độ.